# Tajvanska staroselska literatura
Tajvanski staroselci je naziv za različna ljudstva, ki na Tajvanu živijo že več kot 5000 let, definirajo pa jih različne jezikovne in kulturne značilnosti. Trenutno je na Tajvanu uradno prepoznanih 16 staroselskih ljudstev, ki živijo večinoma v osrednjih goratih območjih in na vzhodni obali.
Tajvanska staroselska literatura vključuje ustno književnost in pisno literaturo. K ustni književnosti prištevamo predvsem zgodnejšo literaturo vseh staroselskih ljudstev, kot so miti, legende, ljudske zgodbe, folklora, različne molitve. K pisni literaturi spada vsa književnost, ki so jo napisali pripadniki tajvanskih staroselskih ljudstev.

## Ustna književnost
Skozi tisočletja so tajvanski staroselci ustvarjali različne ustne tradicije v obliki pesmi, mitov in legend, ki so neločljivo povezani z delom, obredi in naravnim potekom življenja. V plemenskih družbah, ki nimajo sistemov zapisovanja, so staroselski miti, ljudske zgodbe, pregovori, molitve del notranje zapuščine, kulture in obredov. V tej fazi ima literatura vedno kulturno funkcijo, je del različnih slovesnosti in življenjskih obredov.
Miti so eden izmed najbolj pomembnih gradnikov tajvanske staroselske literature, saj so vsebinska podlaga tako za zgodbe, pregovore in pesmi kot tudi za molitve in verovanja. Razvijejo se kot razlaga različnih pojavov, za uteho, kot duhovne in duševne razlage, povezani so z verovanji, obredi in navadami posameznih skupin. Miti so povezani z realnim življenjem takratnih ljudi in nam lahko, kljub temu da niso popolnoma resnični, osvetlijo ali razkrivajo dejanske dogodke in dejstva. Vsako tajvansko staroselsko ljudstvo ima svoje mite, a se pri vseh ponavljajo določene teme in ideje. Glede na to, katera tema ali ideja sta izraženi lahko mite in zgodbe tajvanske staroselske literature delimo na mite o kaosu in začetku sveta, mite o veliki poplavi, mite o izvoru civilizacije, mite o imenih gora in rek, mite o nadnaravnih likih, zgodbe plemenskih vojn, legende, miti in zgodbe o živalih, rastlinah in ljudeh.

### Miti o nastanku sveta
V večini narodov se ljudska književnost ukvarja z nastankom sveta, saj so poskušali tako osmisliti izvor svojega življenjskega prostora, obstoj živali, rastlin, kamnin, ostalih ljudi. Med tajvanskimi staroselskimi ljudstvi ima samo ljudstvo Yami mit z jasno razdelano vsebino o nastanku sveta. Ostala ljudstva večinoma ne poudarjajo oblikovanja sveta, miti se začnejo, ko svet že ima neko podobo, nekateri nato opisujejo nastanek reliefa, drugi pa samo, zakaj je nebo tako visoko. Večina ljudstev je razvila mit o velikanu ali velikanki, ki mu je bilo nebo prenizko, zato so imeli premalo prostora za opravljanje različnih nalog. Ko jim je bilo pretesno, so nebo začeli potiskati navzgor, dokler niso imeli dovolj prostora.

### Zgodbe o nastanku civilizacije
Staroselska ljudstva pogosto razvijejo tudi mite in zgodbe, ki razlagajo nastanek civilizacije. Največkrat naj bi bili za to odgovorni različni ljudje, ki so sposobnejši od ostalih, najprej najdejo primeren prostor, kjer življenjski pogoji omogočajo razvoj ljudstva, nato premagajo vse prepreke, kot so druga, sovražna ljudstva, posledično pa imajo tudi velik vpliv na življenjski slog in kulturni razvoj. V tajvanski staroselski književnosti se v zgodbah in mitih o nastanku civilizacije velikokrat ponovijo motivi dveh bratov ali brata in sestre, ki odkrijeta primeren prostor, ali pa motiv psa ali psa in dimastega leoparda, ki najdeta takšno bivališče.

### Pogosti nadnaravni liki in motivi
Poleg opisa nastanka sveta, civilizacije, plemenske družbe in vsega, kar so lahko videli in zaznavali, so poskušali ljudje razkriti in osmisliti tudi tisto, česar niso videli, česar niso poznali, jim je pa vzbujalo zanimanje. Staroselski Tajvanci so oblikovali razne opise stvari in pojavov izven njihovega dosega. Najbolj znani in posebni opisi vključujejo deželo žensk, zemljo bogov in duhov, velikane, palčke, ljudožerce in ljudi z zlobnimi očesi. 
Zgodbe o deželi žensk ima večina tajvanskih staroselskih ljudstev, v njih se junaku pripeti nesreča, zaradi katere se znajde na nepoznani zemlji, kjer moških ni, tamkajšnje ženske jih sploh ne prepoznajo, zato jih v nekaterih zgodbah zamenjajo za hrano in jih poskušajo zaklati, v nekaterih so srečanja bolj prijazna. Nekateri raziskovalci verjamejo, da so miti o zemlji žensk ostanki matriarhalne družbe. Zgodbe o zemlji bogov in duhov opisujejo območja, ki so v kolektivni zavesti ljudi pripadala bogovom in duhovom. Ljudje na ta območja niso mogli dostopati, so jih pa lahko ob posebnih priložnostih videli. V tajvanskih staroselskih zgodbah velikokrat nastopajo tudi razni nadnaravni liki, kot so velikani, ki imajo vedno zle lastnosti, ljudje se jih bolijo, in palčki, ki pa so bolj pozitivni, imajo čarovniške sposobnosti, znajo tudi zdraviti.

### Legendarni liki in zgodbe
V razvoju ljudske zgodovine so vedno določeni nepričakovani dogodki in dosežki, o katerih se razvijejo razna prepričanja in domneve, da so jih naredili ljudje s posebnimi sposobnostmi, nadnaravnimi močmi ali izjemno srečo. Takšni liki in zgodbe se pogosto pojavljajo v staroselski literaturi, nekateri pa postanejo tudi legende. V tajvanski staroselski literaturi je takšen npr. mož z zlobnim očesom, Palji, ki je z očmi streljal ogenj. S svojimi očmi je lahko ubijal zveri in ribe, lahko pa je poškodoval tudi ljudi, zato si jih je moral pokrivati. Zaradi svoje sposobnosti se je preselil v osamljeno kočo, stran od ljudi. Sovaščani so mu nosili hrano in razne pridelke, v zameno pa jim je podaril merjasce, ki jih je ubil veliko lažje od ostalih. Palji je zbolel in umrl, a njegova duša je ostala ob njegovem ljudstvu in jim še naprej pomagala. 
Pogost je tudi lik dolgolasega dedka Ak'e Yam'um'a, ki mu je 30 bratov izpulilo vse lase, zato so bili vsi prekleti in so umrli. Njihova mati je ostala sama, zato je morala sama kmetovati, loviti ribe in se preživljati. Nekega dne je med ribolovom ujela palico, iz katere se ji je ponoči rodil sin z izjemnimi sposobnostmi. Njen sin je postal odličen poveljnik, svoje ljudstvo je vodil na odprave in jih ščitil. Po njegovi smrti je duša ostala na njegovem kamnu, kjer je pogosto sedel, in je še naprej pomagala njegovemu ljudstvu in ga ščitila.

## Pisna književnost
Pisnih del tajvanske staroselske literature je bilo pred letom 1980 zelo malo. Po letu 1945, ko na Tajvan pride stranka KMT, so se za tajvansko staroselsko kulturo zanimali predvsem različni nestaroselski pisci, kot sta pisatelj etnične skupine Haka/Hakka Čung Liho/Chung Li-ho (鍾理和), ki je napisal kratko zgodbo Staroselska babica (假黎婆), in tajvanski pesnik Čen Li/Chen Li (陳黎), ki je napisal nagrajeno pesem Formosa. Eni izmed redkih literarnih del staroselske literature, ki sta nastali pred letom 1980, sta zbirka kratkih zgodb Sanje zunaj mesta《假黎婆》, ki jo je napisal staroselski pisatelj Čen Jingšiong/Chen Yingxiong, in literarna reportaža Navade ljudstva Ami《阿美族的生活習俗》, ki jo je napisal Ceng Jue/Ceng Yue. 
Tajvanska staroselska literatura se je po letu 1980 razvijala v dveh fazah. Prva faza je trajala od 1984 do 2000, druga faza pa se je začela na prelomu tisočletja. V prvi fazi so pogoste teme iskanje staroselskih korenin, obnavljanje izgubljene kulturne dediščine, oživljanje pozabljenih kulturnih praks in upor dominanti kulturi. V drugi fazi se začnejo te poglavitne teme spreminjati, pod vplivom vseh svetovnih sprememb se razširijo in začnejo vključevati ekologijo, modernost, globalizem, zavedanje o planetu itd. Avtorji začnejo tudi eksperimentirati z literarno obliko. Pri avtorjih iz prve faze je zelo pogost in značilen socialni realizem, ki ga v drugi fazi nadomesti magični realizem, saj je fiktivni svet zdaj predstavljen kot začarani svet, ki ga ilustrirajo staroselske duše in verovanja. V delih predstavnikov tega obdobja so izraziti elementi potovanje skozi čas, čarovništvo in magija.

### Tajvanski staroselski pisatelji in njihova dela od leta 1980 do 2000[10]
Pet najbolj priznanih avtorjev iz tega obdobja so Tuobasi Tamapima iz ljudstva Bunun, Valis Nokan/Walis Nokan iz ljudstva Atayal, Liglav Avu/Liglav A-wu iz ljudstva Paiwan, Siaman Rapongan/Syaman Rapongan iz ljudstva Tao in Auvinni Kadreseng iz ljudstva Rukai.
Tuobasi Tamapima  je napisal več zbirk kratkih zgodb, med njimi tudi zbirko Zadnji lovec《最後的獵人》, ki prikazuje konflikt med tradicionalnim Bunun lovcem in moderno družbo. Glavni lik je ponižan, sooča se z izgubo identitete, a najde uteho v lovu. V zgodbi so predstavljene dileme tradicije, živalskih pravic in zaščite gozda, a z naslovom izraža pesimizem do obstoja staroselske kulture. Njegova druga pomembna zbirka kratkih zgodb je zbirka Ljubimci in prostitutke《情人與妓女》, v kateri nadaljuje raziskovanje negativnega vpliva modernosti na staroselska ljudstva. Njegove zgodbe so polne ironije, v ospredje postavljajo nasilje, ki ga dominantna etnično kitajska družba in državni aparat izvajata nad staroselci. Napisal je tudi zbirko esejev Zdravnik na otoku Lanyu《蘭嶼行醫記》, v kateri je kritičen do staroselske kulture, ki se boji vsega zunanjega, ne želi si sprememb in se jih tudi aktivno brani. S tem delom se staroselske problematike dotakne še z drugega zornega kota in jo naredi bolj kompleksno. 
Valis Nokan/Walis Nokan in Liglav Avu/Liglav A-wu sta mož in žena, ki sta bila oba zelo aktivna v različnih gibanjih za pravice staroselcev. Zgodnja dela Valisa Nokana ilustrirajo avtorja, ki se aktivno vključuje v debate o narodnih parkih, krščanskih cerkvah, tržnem gospodarstvu in turizmu v staroselskih vaseh. V tem času je ugotovil, da njegovo znanje o staroselski kulturi ni zadostno, zato se ga je odločil izpopolniti, ob tem pa je napisal eno izmed najbolj priznanih del staroselske literarne reportaže. Valis Nokan je tudi zelo dober pesnik, njegova pesem, ki ima v angleščini naslov Ino Kanori Doing Fieldwork Again, je prejela nagrado žirije v China Times Literary Awards. V svojih novejših delih razvija medkulturno zavest, vključuje tudi palestinske ubežnike in žrtve Rdečih Kmerov, primerja ameriške staroselce s tajvanskimi itd. Liglav Avu je priznana ženska pisateljica, ki je tudi del feminističnega gibanja. Napisala je tri zbirke esejev, v katerih povezuje svojo ženskost s svojimi staroselskimi koreninami, opisuje tudi moč svoje mame in babice, da sta razvili staroselski feminizem, in problematiko porok med staroselci in Kitajci. 
Siaman Rapongan/Syaman Rapongan je napisal dve prvoosebni avtobiografski zbirki, ki prikazujeta, kako je sam odkrival svojo Tao identiteto, s tem da se je učil tradicionalnih veščin. V središču ni protest proti Han kulturi, ampak reševanje staroselske kulture z natančnim opisovanjem kulturnih tradicionalnih veščin. Veliko pozornosti je posvetil pomorski kulturi ljudstva Tao. Napisal je tudi roman Črne peruti《黑色的翅膀》, ki govori o štirih staroselskih fantih, ki usmerjajo svoja življenja skozi hitro spreminjajočo se družbo.  

### Tajvanski staroselski pisatelji in njihova dela od leta 2000 dalje
Najprodornejši avtorji tega obdobja so Badai, Neku Sokluman/Neqou Soqluman in Domas. 
Badai je pisatelj predvsem zgodovinskih romanov, napisal je prvi staroselski ljubezenski roman, ki tematizira ljubezenske odnose med staroselci in Japonci. Njegovi romani temeljijo na dejanskih zgodovinskih dogodkih, ki so predstavljeni iz staroselske perspektive. V središču pozornosti je tudi staroselsko čarovništvo, predvsem ljudstva Bunun. Njegovo pisanje spada v magični realizem. Napisal je več romanov, med drugim tudi Ljudje Sekalu《斯卡羅人》, Čarovnica Diguan《笛鸛》, Bojevnik Matelu《馬鐵路》, in Sprehod: Zgodba tajvanskega staroselskega veterana《走過：一個台籍原住民老兵的故事》.
Neku Sokluman/Neqou Soqluman je prvi pisatelj iz ljudstva Bunun, ki je objavil svoj roman. S svojim pisanjem poskuša prenesti legende in stare zgodbice na nove generacije v novi podobi. Na novo interpretira zapuščino z namenom, da jo ohrani. Domas, pisatelj iz ljudstva Atayal, se v svojih romanih poslužuje potovanja v času, da pripoveduje zgodbe o staroselcih in s tem ohranja živo svojo kulturo in zapuščino .